# Cuphodes paragrapta
Cuphodes paragrapta là một loài bướm đêm thuộc họ Gracillariidae. Nó được tìm thấy ở Guyana.